# Edie Campbell
Pour les articles homonymes, voir Campbell.
Edie Blanche Campbell, née le 25 septembre 1990 à Londres, est une mannequin britannique.

## Biographie
Edie Campbell est née en 1990 ; sa mère est Sophie Hicks, journaliste de mode puis architecte. Issue d'une fratrie de trois enfants, elle a une sœur également mannequin, Olympia Campbell (en). Elle est découverte par Lucinda Chambers du magazine Vogue qui la choisit pour une séance photo. Elle est remarquée par Mario Testino qui décide de la photographier avec Kate Moss pour la campagne publicitaire automne/hiver 2009 de la marque Burberry.
En 2013, elle est l'égérie publicitaire de Lanvin, sous l'objectif de Steven Meisel. Elle ferme le dernier défilé de Marc Jacobs pour Louis Vuitton et est élue « mannequin de l'année » lors de la cérémonie des British Fashion Awards (en). Elle est également en couverture de Vogue pour la première fois, pour l'édition britannique.
En 2014, elle prête son visage au parfum Black Opium d'Yves Saint Laurent et fait la publicité de Bottega Veneta.
Elle fait la couverture de Vogue Paris en février 2016.